# 斯昆 (蘇格蘭)
斯昆，英国苏格兰珀斯-金罗斯行政區的鎮，是苏格兰历史上最知名的城镇，古苏格兰王国最初几百年内的实际首都，当时是重要的政治和宗教中心。位置在今天的珀斯（市）中心以北大约五公里处。

## 斯昆修道院
苏格兰王国最重要的宗教机构斯昆修道院（Scone Abbey）曾经坐落在此，是王国君主加冕的圣地。开国君王肯尼思一世当年在此加冕时就座的大岩石被称为“斯昆石”或者“命运之石”，是直到今天为止英国君主加冕时必须的圣物，斯昆石在1996年歸還給蘇格蘭之後，保存在愛丁堡城堡。
国王马尔科姆四世曾经形容斯昆修道院是王国的主要宝座。虽然修道院内并无宫殿，但是数百年间，苏格兰国王经常在此居住。
但是修道院在16世纪的宗教改革中被彻底毁坏弃用，如今只有地表以下的遗迹可考。但是部分建筑可能被保存了下来，因为1651年英格兰和苏格兰的共同国王查理二世曾在此加冕。

## 斯昆宫

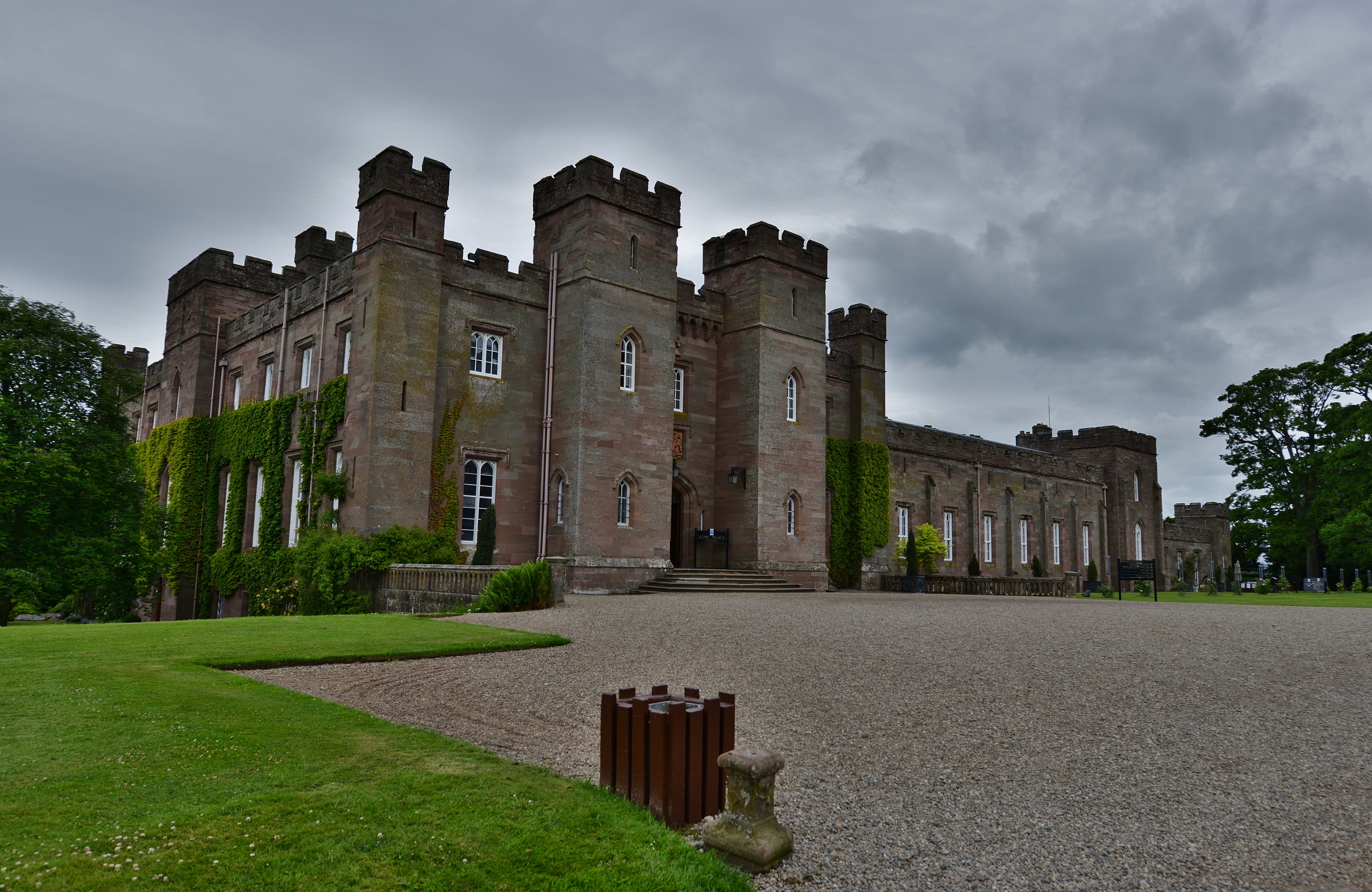
斯昆宮

现在修道院原址附近的是19世纪初重造的斯昆宫（Scone Palace），不过这个建筑是由当地的贵族建造的，与英国王室已毫无关系。
今天的斯昆宫因为优美的花园和其中自由来往的包括孔雀等的野生鸟类而吸引游客光临。
斯昆宫建设期间，斯昆古镇的居民被安排东迁到今天的斯昆村（New Scone），距离原址约2公里左右。